# Uroczystość Jezusa Chrystusa, Króla Wszechświata
Uroczystość Jezusa Chrystusa, Króla Wszechświata – katolicka uroczystość liturgiczna ku czci Chrystusa Króla; obchodzona w ostatnią niedzielę roku liturgicznego (między 20 a 26 listopada). 

## Wprowadzenie uroczystości
Uroczystość tę wprowadził do liturgii Kościoła katolickiego papież Pius XI na zakończenie roku jubileuszowego dnia 11 grudnia 1925. Uroczystość została wprowadzona w całym Kościele encykliką Quas Primas. Papież nakazał nadto, aby we wszystkich kościołach tego dnia po nabożeństwie głównym przed wystawionym Najświętszym Sakramentem odmówiono litanię do Najświętszego Serca Pana Jezusa oraz akt poświęcenia rodzaju ludzkiego Najświętszemu Sercu. Początkowo święto obchodzone było w ostatnią niedzielę października. Reforma soborowa (1969) zmieniła nazwę święta (z Chrystusa Króla na Chrystusa Króla Wszechświata) oraz przeniosła święto na ostatnią niedzielę roku kościelnego dla podkreślenia, że wszystko, co rodzaj ludzki w nadprzyrodzonym i przyrodzonym porządku posiada i czego się spodziewa, ma swój początek i mieć będzie swój chwalebny koniec w Jezusie Chrystusie. Poprzednie umiejscowienie w kalendarzu wiązało się z podkreśleniem, że obchodzone 1 listopada święto wszystkich świętych jest konsekwencją społecznego królowania Chrystusa.
Episkopat Polski, z okazji 50-lecia ustanowienia tego święta, wydał w roku 1975 List pasterski.

## Inne Kościoły
Kościół ewangelicki
W tym samym czasie Kościół ewangelicki obchodzi analogiczne święto pod nazwą Niedziela Wieczności.